# لاس غيل

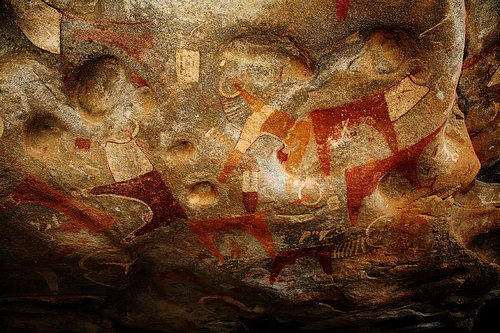
رسومات جدارية قبتاريخية بكهوف لاس غيل

لاَس غِيل هي مجموعة من الكهوف والصخريات تقع في المناطق الريفية القريبة من هرجيسا في شمال غربي الصومال، وهي تشتهر برسوماتها الجدارية القبتاريخية.